# Hakdong (metropolitana di Seul)
Hak-dong (학동역 - 鶴洞驛, Hakdong-nyeok ) è una stazione della metropolitana di Seul servita dalla linea 7 della metropolitana di Seul. Si trova nel quartiere di Gangnam-gu, a sud-est rispetto al centro della città.

## Linee
Seoul Metro
● Linea 7 (Codice: 731)

## Struttura
La stazione è realizzata sottoterra, e possiede due banchine laterali, ciascuna con un ascensore e con due binari con porte di banchina a piena altezza. Sono presenti 10 uscite in superficie.
| Direzione Jangam            | ● Linea 7 | per Cheongdam, Geondae-ipgu, Sangbong, Nowon e Jangam   |
| Direzione Bupyeong-gucheong | ● Linea 7 | per Express Bus Terminal, Isu, Onsu e Bupyeong-gucheong |

## Stazioni adiacenti
| «                | Servizio | »        |
| Linea 7          | Linea 7  | Linea 7  |
| ---------------- | -------- | -------- |
| Gangnam-gucheong | -        | Nonhyeon |